# Not Suitable for Children
Not Suitable for Children é um filme australiano do gênero comédia romântica lançado em 2012.

## Sinopse
Depois de decobrir que vai ficar infértil em algumas semanas, Johah (Ryan Kwanten) procura deseperadamente por alguém com quem possa ter um bebê.

## Elenco
- Ryan Kwanten ... Jonah
- Sarah Snook ... Stevie
- Ryan Corr ... Gus
- Bojana Novakovic ... Ava
- Alice Parkinson ... Alison
- Daniel Henshall ... Dave
- Clare Bowen ... Gypsy
- Kathryn Beck ... Becky
- Laura Brent .... Erica
- Susan Prior ... Marcy[1]

## Crítica
O filme tem aclamação da crítica. A pontuação atual no Rotten Tomatoes é de 88%, baseada em 16 avaliações.